# Steppengrashüpfer

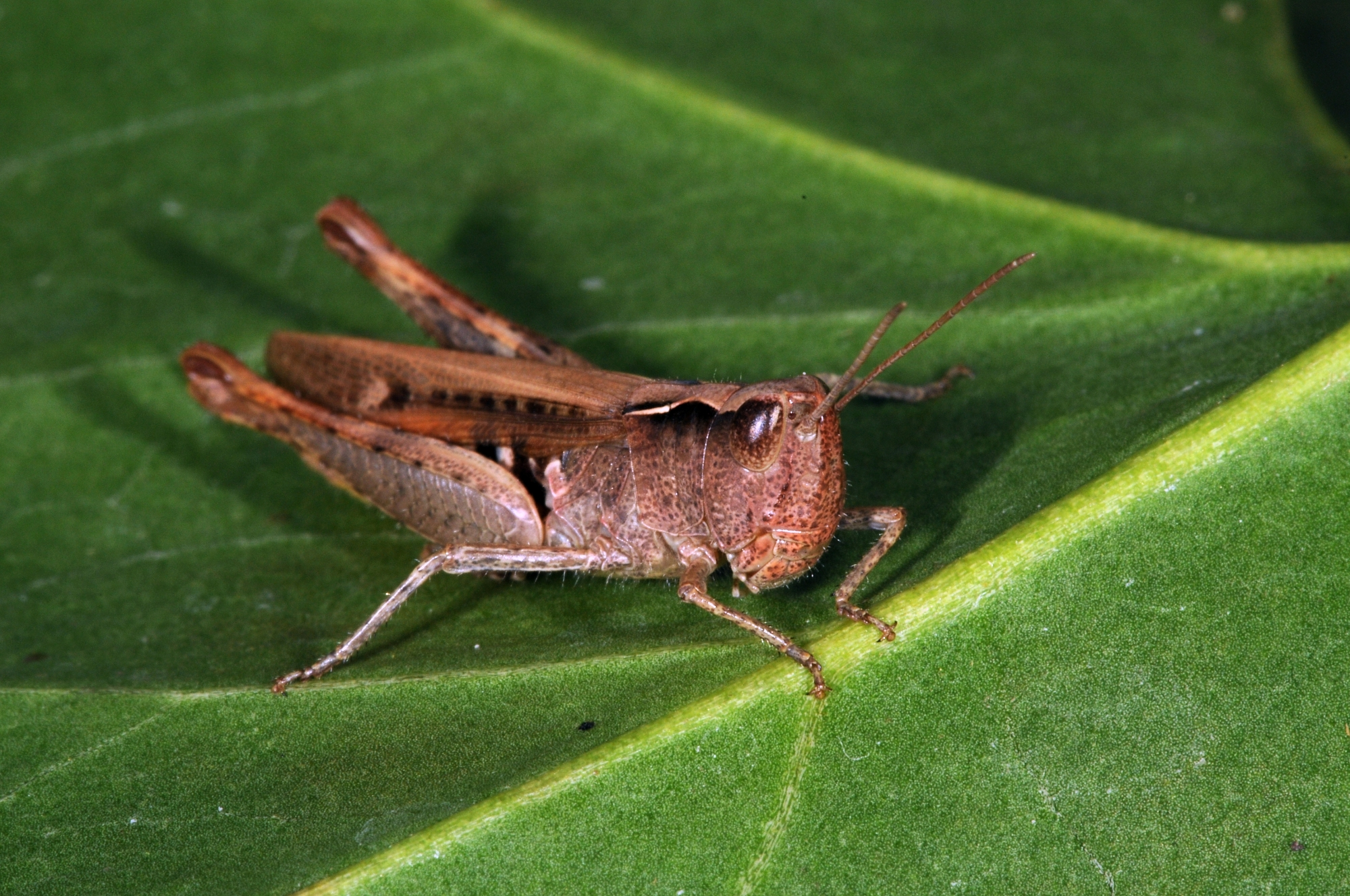
Chorthippus vagans, ♂

Der Steppengrashüpfer (Chorthippus vagans) ist eine Kurzfühlerschrecke aus der Familie der Feldheuschrecken (Acrididae).

## Merkmale
Die Tiere werden 12 bis 15 Millimeter (Männchen) bzw. 16 bis 22 Millimeter (Weibchen) lang. Ihr Körper hat eine braune Grundfarbe, wobei Männchen etwas dunkler und kontrastärmer gefärbt sind. Hinterleib, Thorax und die Unterseite der Schenkel (Femora) sind grüngelb gefärbt, der Kopf und der vordere Teil des Thorax sind unterseits graubraun. Der Kopf der Männchen ist anders als bei den Weibchen in der Vorderansicht auffallend gräulich-weiß gefärbt. Die Seitenkiele am Halsschild sind gewinkelt, scharf abgegrenzt weiß gefärbt und sind auf beiden Seiten von einem schwarzen Fleck flankiert. Die Vorderflügel tragen ein weiß geädertes Stigma. Die Vorderflügel der Männchen sind schwarzbraun gefärbt. Die hinteren fünf bis sechs Tergite am Hinterleib sind an den Seiten und oberseits bis zur Spitze orangerot gefärbt. Bei den Weibchen findet sich an der Seite des Körpers auf der Hinterseite der Tergite eine jeweils bis zu 2,5 Millimeter breite, weiße Binde, bei den Männchen findet sich eine solche nur auf den ersten zwei Segmenten. Die Schenkel der Hinterbeine haben vor allem bei den Weibchen auf der Innenseite im basalen Drittel einen länglichen schwarzen Fleck, der beidseits hellbraun bis weiß gerandet ist. Die Schienen (Tibien) der Hinterbeine sind vor allem bei den Männchen rotorange gefärbt, die Knie sind aber nicht, wie beim ähnlichen Kiesbank-Grashüpfer (Chorthippus pullus) schwarz gefärbt. Die Art kann insbesondere durch ihre oval geformten Tympanalorgane und das nicht erweiterte Medianfeld der bis zur Hinterleibsspitze reichenden Vorderflügel von ähnlichen Arten, wie etwa dem Verkannten Grashüpfer (Chorthippus mollis) oder dem Nachtigall-Grashüpfer (Chorthippus biguttulus) abgegrenzt werden.

## Vorkommen
Die Art kommt in Europa und Asien vor. Europa wird nördlich bis nach Dänemark besiedelt, daneben kommt die Art über die Türkei, die südlichen Teile Russlands und Kasachstan, östlich bis nach Sibirien vor. In Mitteleuropa findet man sie in Höhenlagen zwischen 100 und 900, meist 300 bis 600 Metern, in den französischen Kalkalpen ist die Art am Mont Ventoux bis in eine Höhe von 1900 Meter nachgewiesen. Der Steppengrashüpfer lebt in warmen und trockenen Habitaten mit spärlicher, niedriger Vegetation, wie etwa Steppenheide, Dünengebieten oder trockenen Kiefernwäldern. Bevorzugt werden solche Gebiete, die darüber hinaus nachts nur schwach abkühlen, und eine geringe relative Luftfeuchtigkeit aufweisen. Deswegen findet man die Art zumindest in weniger temperaturbegünstigten Trockengebieten häufig an Waldränder angrenzend, da ausladende Äste sowohl einen Teil des Niederschlages abfangen, als auch die Wärmeabstrahlung nachts verringern.

## Lebensweise
Die Tiere ernähren sich herbivor von Gräsern, krautigen Pflanzen, Moosen und Flechten. Die Weibchen legen ihre Eier etwa in 1,5 Zentimetern Tiefe im Erdboden an stark sonnenbeschienenen, vegetationsfreien Stellen ab. Die Eier und auch die Larven sind im Vergleich zu denen anderer Arten der Gattung Chorthippus gegenüber Trockenheit sehr tolerant. Die adulten Tiere treten ab Mitte Juli bis Oktober auf.

## Balz und Paarung
Die Männchen durchsuchen rufend ihr Habitat nach Weibchen, die sich meist im Verborgenen zwischen Blättern und Ästen oder Felsen aufhalten. Dabei besteht der Gesang des Männchens aus einer unterschiedlich schnellen Aneinanderreihung von kratzenden „chrä“-Lauten. Rivalen wird mit unregelmäßigen, kurzen Reihen von ein bis zehn solcher Laute entgegnet. Spürt das Männchen eine Partnerin auf, nähert es sich ihr recht nahe und zirpt leise „sich-ti“- und „sich-ti-ti-ti“- und lange, metallisch klingende „ti-ti“-Strophen. Ist die Balz erfolgreich ist die anschließend folgende Annäherung erfolgreich und die Paarung findet statt, wobei das Männchen etwas seitlich am Körper des Weibchens sitzt und die Hinterleibsspitzen sich von der Seite her treffen. Ist das Weibchen unbeeindruckt, setzt das Männchen die Balz mit „chrä“-Lauten fort.

## Gefährdung und Schutz
Der Steppengrashüpfer ist in Deutschland auf der Roten Liste der gefährdeten Arten als gefährdet (Kategorie 3) eingestuft. Hauptursache für seine Gefährdung ist die Veränderung seiner Lebensräume.